# Жакобіна (мікрорегіон)
Жакобіна (порт. Microrregião de Jacobina) — мікрорегіон в Бразилії, входить в штат Баїя. Складова частина мезорегіону Північно-центральна частина штату Баїя. Населення становить 308 073 чоловік на 2005 рік. Займає площу 18 340,977 км². Густота населення — 16,8 чол./км².

## Склад мікрорегіону
До складу мікрорегіону включені наступні муніципалітети:
1. Калдейран-Гранді
2. Капін-Гроссу
3. Каен
4. Жакобіна
5. Мігел-Калмон
6. Мірангаба
7. Морру-ду-Шапеу
8. Ороландія
9. Пірітіба
10. Кішабейра
11. Сауді
12. Серроландія
13. Сан-Жозе-ду-Жакуїпі
14. Варзеа-Нова
15. Варзеа-ду-Посу

| Бразилія | Це незавершена стаття з географії Бразилії. Ви можете допомогти проєкту, виправивши або дописавши її. |